# Islossningen i Ule älv

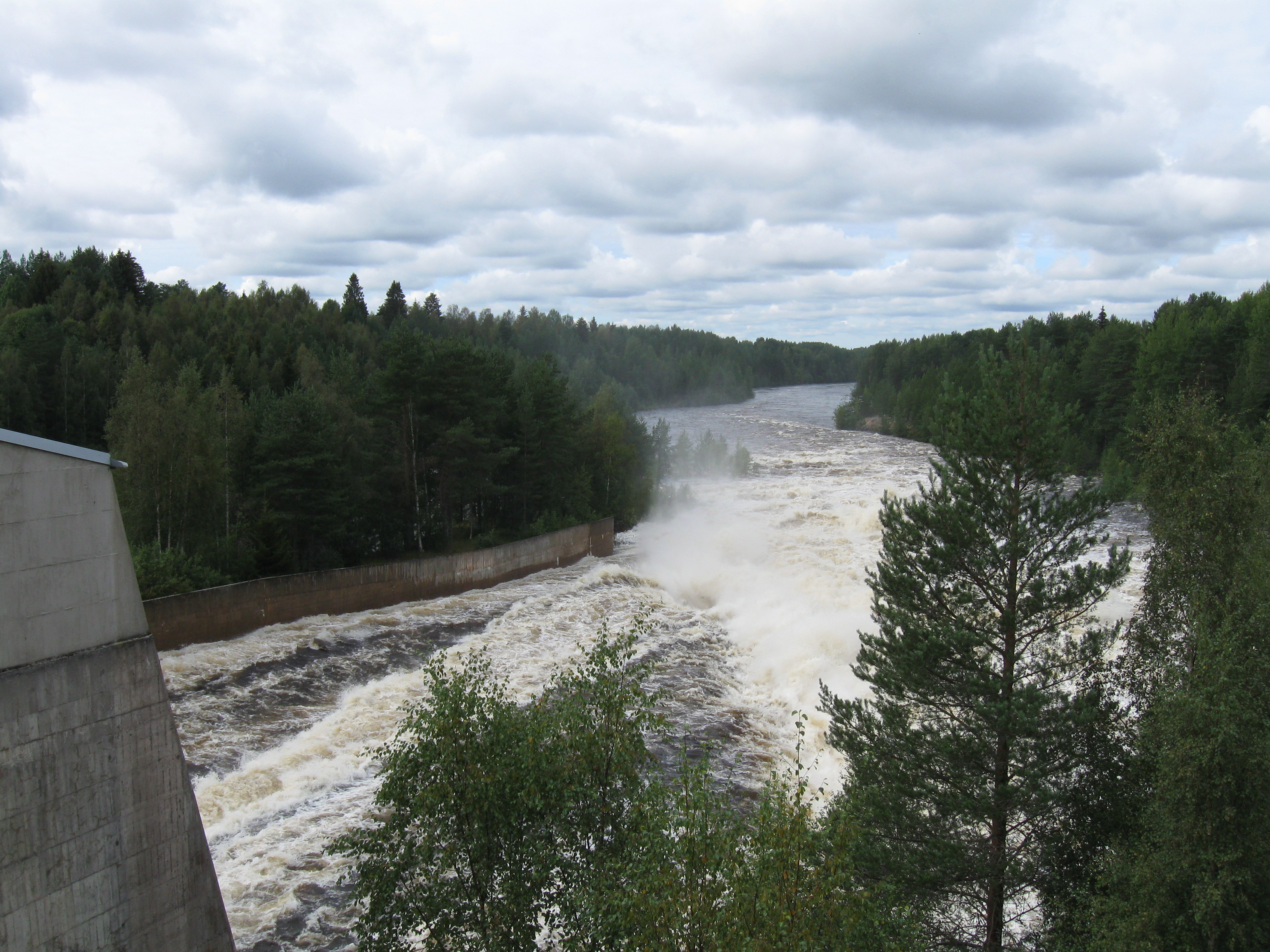
Ule älv sedd från Pälli kraftverk

Islossningen i Ule älv är en dikt från 1856 av den finlandssvenske författaren Zacharias Topelius. Den skildrar hur istäcket spricker på Ule älv och är en lätt förtäckt uppmaning till finländsk kulturell frigörelse. Dikten skrevs i förhoppning om bättre tider under den nytillträdde tsar Alexander II. Skildringen knyter an till tidens studentpoesi. Dikten trycktes 1856 i Helsingfors Tidningar och 1860 i diktsamlingen Ljungblommor.
Jean Sibelius tonsatte dikten 1899. Vid denna tid hade texten fått förnyad aktualitet genom finländska protester emot inskränkt självstyre.